# مسابقات جهانی ژیمناستیک ریتمیک ۱۹۶۵
مسابقات جهانی ژیمناستیک ریتمیک ۱۹۶۵ دومین دوره مسابقات جهانی ژیمناستیک ریتمیک است که در پراگ، چکسلواکی از ۳ تا ۴ دسامبر ۱۹۶۵ میلادی برگزار شده‌است.

## کشورهای شرکت کننده
۳۲ ورزشکار از ۱۲ کشور - اتحاد جماهیر شوروی سوسیالیستی, چکسلواکی, بلغارستان, جمهوری دمکراتیک آلمان, آلمان, مجارستان, لهستان, یوگسلاوی, فنلاند, کوبا, بلژیک و اتریش.

## جدول مدال‌ها
| رتبه | کشور               | طلا | نقره | برنز | مجموع |
| ۱    | چکسلواکی           | ۲   | ۱    | ۲    | ۵     |
| ۲    | اتحاد جماهیر شوروی | ۱   | ۲    | ۱    | ۴     |